# Skalník modrý

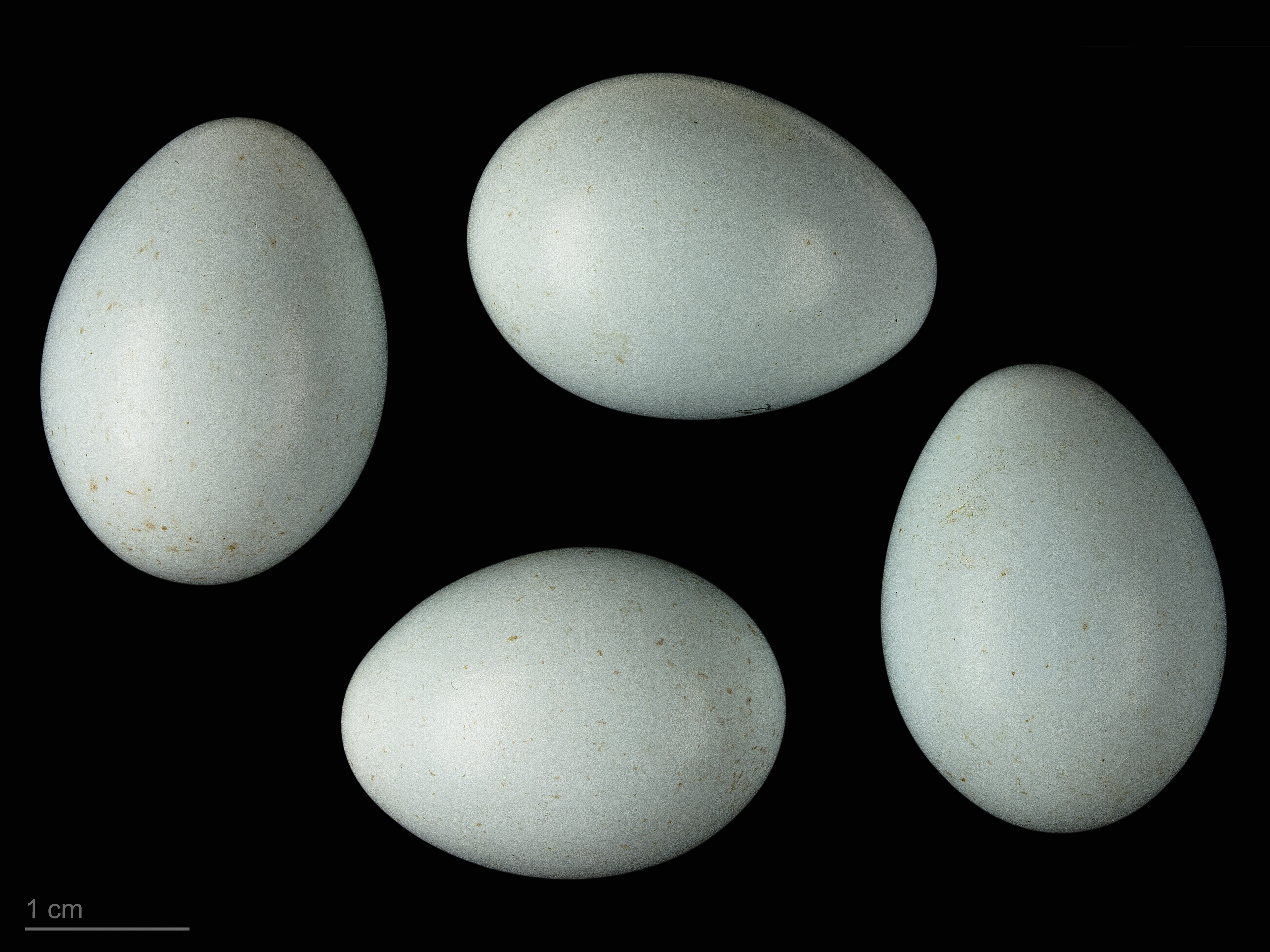
Monticola solitarius solitarius

Skalník modrý (Monticola solitarius) je menší pták z čeledi drozdovitých, blízký příbuzný skalníka zpěvného. Samci jsou modrošedí s tmavými křídly, samice tmavohnědé, na spodině vlnkované.